# The Glass Menagerie (pel·lícula de 1987)
The Glass Menagerie és una pel·lícula dramàtica estatunidenca de 1987 dirigida per Paul Newman. Es tracta d'una rèplica d'una producció de l'obra de Tennessee Williams del mateix títol que va tenir el seu origen al Festival de Teatre de Williamstown i que després es va transferir al Long Wharf Theatre de New Haven (Connecticut).
La pel·lícula és la quarta adaptació de l'obra de Williams, després d'un llargmetratge de 1950 i telefilms realitzats el 1966 i el 1973. Es va mostrar al 40è Festival Internacional de Cinema de Canes 1987. i al Festival Internacional de Cinema de Toronto abans d'estrenar a la ciutat de Nova York el 23 d'octubre de 1987. És també l'última pel·lícula dirigida per Newman abans de morir el 2008.

## Argument
Presentat per Tom Wingfield com a obra de memòria, es basa en el seu record de la seva desil·lusionada i delirant mare Amanda i de la seva tímida i desconcertada filla Laura. El marit d'Amanda va abandonar la família fa molt temps, i el seu record de la seva vida com a bella gent del Sud envoltada de fanàtics devots pot ser més romàntica que real. Tom és un aspirant a escriptor que treballa en un magatzem per mantenir la seva família, i la banalitat i l'avorriment de la vida quotidiana el porta a passar la major part del seu temps lliure veient pel·lícules als cinemes locals a totes les sessions de la nit. Amanda està obsessionada amb trobar un "autèntic gentilhome" per a Laura, que passa la major part del temps amb la seva col·lecció de figuretes d'animals de vidre. Per aplacar la seva mare, finalment Tom porta Jim O'Connor a casa per sopar, però es produeixen complicacions quan Laura s'adona que és l'home que ella estimava a secundària i que hi pensa des de llavors. Ell desencoratja les seves esperances de futur quan anuncia que està compromès. Furiosa, Amanda fa fora el seu fill per donas esperances de la seva germana i Tom se'n va per no tornar a veure mai més a la seva família.

## Repartiment
- Joanne Woodward - Amanda Wingfield
- John Malkovich - Tom Wingfield
- Karen Allen - Laura Wingfield
- James Naughton - Jim O'Connor

## Recepció crítica
Janet Maslin de The New York Times va considerar la pel·lícula "una adaptació seriosa i respectuosa, però mai incendiària, potser perquè les probabilitats de capturar el veritable geni de l'obra són simplement massa grans. En qualsevol cas, aquesta Glass Menagerie capta més la proximitat i l'estretor del drama que el seu foc ... Comença amb força i millora a mesura que avança ... Però la reverència tranquil·la és el seu to predominant i, al final, sembla el contrari de qualsevol cosa que Williams hagi pensat mai."
Desson Howe de The Washington Post va observar que "l'actuació és definitivament el problema de Menagerie. N'hi ha un munt terrible. I hi ha moltes paraules, paraules molt bones de Tennessee Williams. Però abans que aquesta lentitud sense absurds, i emotiu per Malkovich i Woodward, semblen ocupar molt de temps, inflats, teatrals. Els pocs bons moments de la pel·lícula succeeixen quan la boca és fermament tancada. És per això que Karen Allen, una de les grans actrius subestimades de la pantalla, ofereix el millor. Com a filla Laura fràgil i suau, a l'espera del gentilhome que mai no arribarà, és la millor intèrpret aquí ... Woodward, amb el resum més llarg, és la decepció. Aparentment subratllant, parla amb un to baix, exigent, una mena de falset laringític. És tan irritant que fa que els seus moments d'histèria siguin un alleujament. Ella també està en el seu millor moment quan no parla ... Malkovich, com a Tom, és certament visible ... Però, a mesura que el fill suporta l'empenta de la seva mare i el germà lligat a la marginació social de la seva germana, les seves accions són evidents i àmplies. Fan olor d'escenari. Cosa que sembla la intenció del director Newman. Però filmant aquesta obra de manera senzilla ... Newman posa l'accent en l'artificialitat del teatre i us allunya de l'obra."
Variety la va anomenar "un record reverent" de l'obra de Williams "un la mira amb una mena de somni llunyà en lloc d'una intensa implicació emocional" i va citar les "brillants actuacions ... Ben definides per la direcció de Newman."